# (19861) Auster
(19861) Auster (2000 US79) – planetoida z grupy pasa głównego asteroid okrążająca Słońce w ciągu 4,65 lat w średniej odległości 2,78 j.a. Odkryta 24 października 2000 roku.